# Ira (Vermont)
Ira es un pueblo ubicado en el condado de Rutland en el estado estadounidense de Vermont. En el año 2010 tenía una población de 432 habitantes y una densidad poblacional de 7.8 personas por km².

## Geografía
Ira se encuentra ubicado en las coordenadas 43°32′4″N 73°3′44″O / 43.53444, -73.06222.

## Demografía
Según la Oficina del Censo en 2000 los ingresos medios por hogar en la localidad eran de $46,875 y los ingresos medios por familia eran $51,375. Los hombres tenían unos ingresos medios de $31,500 frente a los $26,042 para las mujeres. La renta per cápita para la localidad era de $16,756. Alrededor del 10.4% de la población estaban por debajo del umbral de pobreza.